# Mathias Jenny
Mathias Jenny, eigentlich: Johann Mathias Jenny (* 1. Dezember 1865 in Götzis; † 4. August 1939 in Rankweil), war ein österreichischer Politiker (CS) und Landwirt. Er war von 1923 bis 1930 Abgeordneter zum Vorarlberger Landtag.

## Leben
Jenny wurde als Sohn des Landwirts Josef Anton Jenny (1827–1898) und dessen Gattin Kreszenzia Jenny (1823–1879) geboren, wobei seine beiden Eltern in Damüls zur Welt kamen. Er heiratete am 9. November 1896 in Rankweil die aus Rankweil stammende Agatha Seeger (1871–1954), wobei seine Ehe kinderlos blieb. 
Jenny war beruflich als Landwirt und Zimmermann tätig.

## Politik
Jenny engagierte sich als Mitglied im Rankweiler Gemeinderat. Er war des Weiteren bis 1928 Armenfondsverwalter der Gemeinde Rankweil und Mitglied der Christlichsozialen Partei. Vom 6. November 1923 bis zum 4. Dezember 1930 war er Abgeordneter zum Vorarlberger Landtag, wobei er durch Mandatsverzicht aus dem Amt schied. Im Landtag war er Mitglied im Rechtsausschuss und zuletzt auch Mitglied im Landwirtschaftsausschuss.